# Dobrooleksandrivka, Odesa
Dobrooleksandrivka (în ucraineană Доброолександрівка, în germană Alexanderhilf) este un sat în comuna Dalnic din raionul Odesa, regiunea Odesa, Ucraina, formată numai din satul de reședință. Satul a fost locuit de germanii pontici. Aceștia proveneau din Württemberg și au fondat satul în 1805/1806.

## Demografie
Componența lingvistică a comunei Dobrooleksandrivka
     Ucraineană (75,72%)
     Rusă (19,78%)
     Română (1,64%)
     Alte limbi (1,12%)
Conform recensământului din 2001, majoritatea populației comunei Dobrooleksandrivka era vorbitoare de ucraineană (75,72%), existând în minoritate și vorbitori de rusă (19,78%) și română (1,64%).